# Mosquée de Shenzhen
La Mosquée de Shenzhen chinois : 深圳清真寺 ; pinyin : shēnzhèn qīngzhēnsì est situé au n°7 de la rue Meilin, dans le district de Futian, à Shenzhen, province du Guangdong, en Chine.